# Micrutalis nigromarginata
Micrutalis nigromarginata är en insektsart som beskrevs av William D. Funkhouser. Micrutalis nigromarginata ingår i släktet Micrutalis och familjen hornstritar. Inga underarter finns listade i Catalogue of Life.